# Karlijn Koel
Karlijn Koel (Nijmegen, 25 februari 1988) is een Nederlandse actrice en regisseur. Ze speelde onder meer de rol als "Mireille" in De Groote Markt 30. Ook speelde zij een hoofdrol in theaterstuk De Wilde Deerne (2018) onder regie van Ko van den Bosch. In 2019 speelt zij bij Theater Gnaffel, onder meer bij voorstellingen voor de jeugd.
In 2020 stichtte zij samen met Willemijn de Jonge het collectief Klub Karmijn op. Hiermee maakt ze theater en film producties, waaronder Quarterlife Cruizers die bij de top 12 van de beste 48 hour films van de wereld hoort.

## Biografie
Karlijn Koel volgde een theateropleiding aan de ArtEZ Hogeschool voor de Kunsten in Zwolle, waar ze in 2015 is afgestudeerde als theaterdocent. Bij Kemna Casting volgde ze daarna een bijscholing acteren.
In 2013 maakte ze haar televisiedebuut als Mireille in de televisie-serie De Groote Markt 30: Samen met o.a. Ilse Warringa en Laus Steenbeeke was ze voor twee seizoenen te zien op RTV-Oost. Daarna kreeg ze rollen in diverse korte films. Voor haar rol in Inbreuk (Tim Zweistra, 2017) en Verkocht! (Tim Zweistra, 2018) won ze de titel "Beste Actrice" op het 48 Hour Film Project.
Zij won tot 2019 drie maal als beste actrice op het Noordelijk Film Festival.
Ook is zij bekend van verschillende reclames waaronder de Ylonn reclame.

## Klub Karmijn
In 2020 richtte zij samen met collega Willemijn de Jonge het film- en theatercollectief Klub Karmijn op. Met hun korte film Quarterlife Cruisers wonnen ze het 48 Hour Film Project van Eindhoven. waardoor ze in Filmapalooza in Washington tot de beste 10 van de wereld behoorden. Naast verschillende andere prijzen heeft Karlijn hier ook beste regie gewonnen. In maart 2022 heeft deze film het geschopt tot de 10 beste 48 hour films van de wereld, bij de wereldfinale filmapalooza in Washington D.C. Hierdoor werd Quarterlife Cruizers in mei 2022 gedraaid bij de short film corner op het Filmfestival van Cannes.. Daarnaast maken ze ook samen theater. De voorstelling "Nee, jouw kop is kermis hebben ze gemaakt in het residentie project van de zwolse theaters en in 2023/24 spelen ze de voorstelling SHOUT-OUT.

## Filmografie

### Films
- 2016: Giraffe, de rol van Lieke[12]
- 2017: Inbreuk (prijs voor Beste Actrice[13], 48 Hour Film Project op het Noordelijk Film Festival. De film was ook te zien op het Roemeense filmfestival Comedy Cluj, onder de naam Furat.[14]
- 2018: Ikigai (eerste plaats op het Kunstbende Festival)
- 2018: Verkocht! (prijs voor Beste Actrice[15][16] bij het 48 Hour Film Project op het Go Short International Short Film Festival Nijmegen)
- 2018: Bridge to Liberation
- 2018: Uit de Hand (prijs voor beste actrice op het Noordelijk Film Festival)[6]
- 2019: De Beentjes van Sint Hildegard regie Johan Nijenhuis
- 2020: Game Über regie fokke Baarssen
- 2021: Quarterlife Cruizers regie Karlijn Koel (prijs, beste film 48 hour Eindhoven, top tien wereldfinale 48 hour)

### Televisieseries
- 2013 - 2015: De Groote Markt 30 als Mireille

## Theater
- 2013: TEKSES
- 2014: Else
- 2014: L.A.R.P.
- 2016: Free Moresnet
- 2016: ALICE
- 2017: Whatshappening, TEN Producties
- 2018: De Wilde Deerne, onder regie van Ko van den Bosch.
- 2019: Wees geen vierkant, theater Gnaffel.[17]
- 2019: De knapperige mannen. Koel was regisseur.[18]
- 2019/20: Robin Hood theater Gnaffel[19]
- 2023: De Bremer Stadsmuzikanten